# Myrmeleon (Myrmeleon) ambiguus
Myrmeleon (Myrmeleon) ambiguus is een insect uit de familie van de mierenleeuwen (Myrmeleontidae), die tot de orde netvleugeligen (Neuroptera) behoort. 
Myrmeleon (Myrmeleon) ambiguus is voor het eerst wetenschappelijk beschreven door Walker in 1860.